# Verwaltungsgemeinschaft Eichsfelder Kessel

Lage der Verwaltungsgemeinschaft im Landkreis Eichsfeld

In der Verwaltungsgemeinschaft Eichsfelder Kessel aus dem thüringischen Landkreis Eichsfeld hatten sich fünf Gemeinden zur Erledigung ihrer Verwaltungsgeschäfte zusammengeschlossen.
Sitz der Verwaltungsgemeinschaft war Niederorschel. Letzter Vorsitzender war Erwin Hunold.

## Die Gemeinden
Nachfolgend die Gemeinden und deren Einwohnerzahl in Klammern (Stand: 31. Dezember 2017):
1. Deuna (1157)
2. Gerterode (350)
3. Hausen (416)
4. Kleinbartloff (415)
5. Niederorschel (5464)

## Geschichte
Die Verwaltungsgemeinschaft wurde am 4. Februar 1991 gegründet. Die Gemeinde Rüdigershagen wurde am 1. Januar 1996 in die Gemeinde Niederorschel eingegliedert. Die Gemeinde Vollenborn wurde zum 31. Dezember 2013 in die Gemeinde Deuna eingemeindet.
Im Rahmen der Gebietsreform in Thüringen wurde die Verwaltungsgemeinschaft zum 1. Januar 2019 aufgelöst. Die Mitgliedsgemeinden Deuna, Gerterode, Hausen und Kleinbartloff wurden nach Niederorschel eingemeindet.

### Einwohnerentwicklung
Entwicklung der Einwohnerzahl:
| - 1994 – 6272 - 1995 – 6306 - 1996 – 6380 - 1997 – 6404 - 1998 – 6362 - 1999 – 6401 | - 2000 – 6421 - 2001 – 6393 - 2002 – 6325 - 2003 – 6275 - 2004 – 6210 - 2005 – 6126 | - 2006 – 6038 - 2007 – 5958 - 2008 – 5890 - 2009 – 5777 - 2010 – 5707 - 2011 – 5520 | - 2012 – 5453 - 2013 – 5447 - 2014 – 5451 - 2015 – 5460 - 2016 – 5440 - 2017 – 5464 |

 Datenquelle: ab 1994 Thüringer Landesamt für Statistik – Werte vom 31. Dezember